# リマ (鉄道模型)

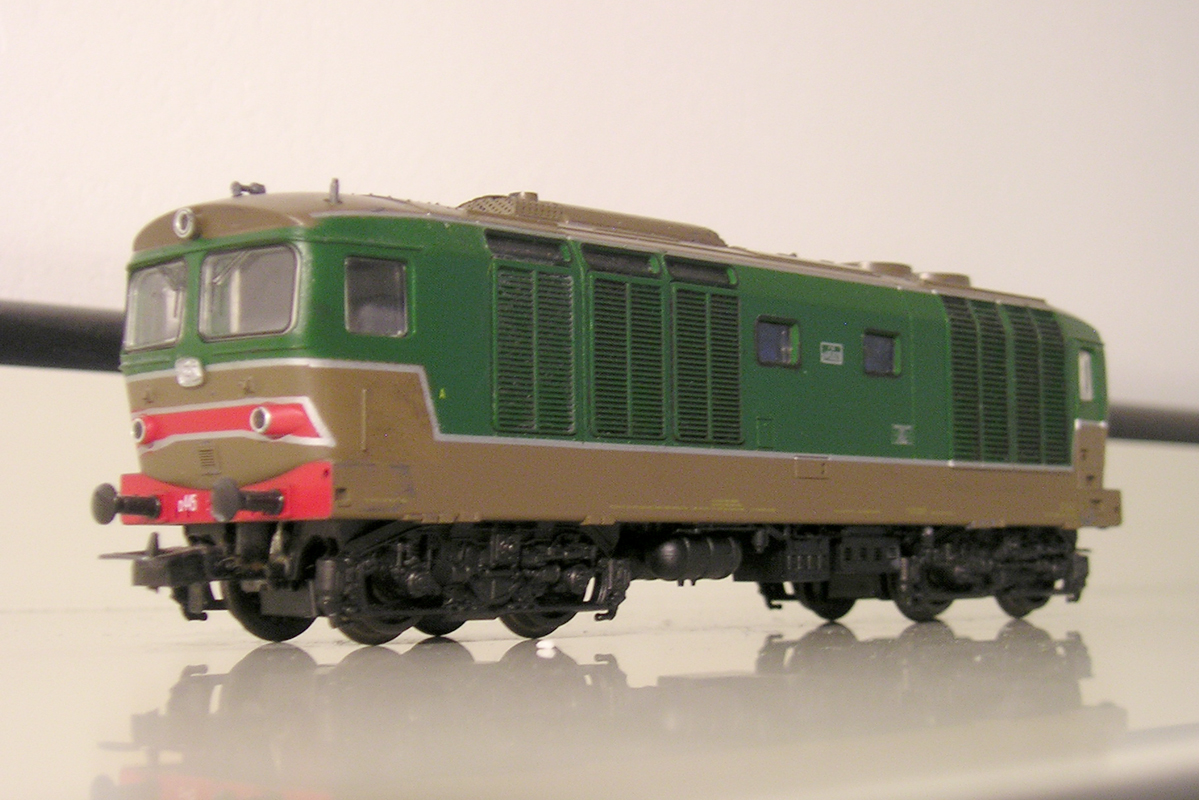
イタリア国鉄D.445機関車

リマ ( LIMA ) は、かつてはイタリアの鉄道模型メーカーであり、現在はヨーロッパの鉄道模型ブランドである。

## 概要
1946年にイタリア北部ヴィチェンツァにて鉄道車両向けの部品メーカーとして創業された。後に鉄道模型に参入し、世界中の鉄道車両を製造した。その後は経営悪化と買収を経てイギリスのホーンビィ傘下においてイタリア向けHOゲージ鉄道模型の廉価製品ブランドとなった。
かつては玩具的な製品が多かったが、1980年代に入ると徐々に精密な製品を生産するようになった。同社では世界中に向けてHOゲージを、イギリス向けにOOゲージを、主にヨーロッパ向けにNゲージとOゲージを製造した。
日本向けとしては縮尺1/80・軌間16.5mmにて国鉄の電車や貨車を、HOゲージ (ショーティー) にて新幹線を製造した。また、Nゲージで国鉄の電車も製造した。一時期、日本で朝日通商によってテレビコマーシャルが放映された。

## 歴史
1946年、イタリア北部ヴィチェンツァにて「リマ・イタリア金属加工 株式会社」 (LIMA Lavorazione Italiana Metallie e Affini SpA ) が設立された。当初は戦災で破損した鉄道車両の修理、および車両のアルミ製部品を製造していた。1948年から金属加工の技術を流用し、ミニカーや玩具の製造をはじめた。
1954年、ヴァルダーニョの繊維メーカーであるマルゾット (Marzotto ) に勤めていたオットリーノ・ビザッツァ (Ottorino Bisazza ) がリマを買収した。そしてHOゲージ鉄道模型の製造に参入した。しかしながら、当時既にリバロッシやメルクリンなどの競合他社がイタリアのHOゲージ市場を席巻していたため、それら「高級品」と競合しないように「廉価な製品」を生産することになった。1960年代に入るとイタリアのみならず、フランスや西ドイツなどの車両も生産し、売り上げは伸び続けた。その後はアメリカやイギリス、南アフリカなどの車両も発売し、1978年には売り上げはピークに達した。
しかしながら、1980年以降、イタリアでは日本から輸入されたアニメやテレビゲームなどに押され、鉄道模型の売り上げは急減した。それまでの簡素で廉価な製品の売り上げが落ちたため、それらに代えて細密成型の高級品へとシフトするようになりはじめた。フランスやスイス、西ドイツなどの外国向け製品の売り上げは好調で、1980年代半ばには売り上げの3分の2を占めるようになっていた。1987年、オットリーノが死去し、息子のパウロ・ビザッツァ (Paolo Bisazza ) が経営を引き継いだ。同年、赤字経営に陥ったためヴィチェンツァの一部の生産設備が廃止された。
1992年、競合メーカーであったリバロッシに買収された。リバロッシ傘下においてブランドは存続された。リバロッシではフランスのジョエフ (Jouef) やドイツのアーノルト (Arnold) を買収しグループを築いたが、2000年に組織改編によりリマが筆頭となりリマグループとなった。2004年に経営難に陥り、同年12月にイギリスのホーンビィ (Hornby) にグループが買収された。ヴィチェンツァの工場は閉鎖され、中国の広東省へ製造設備が移された。
2005年、リマのヴィチェンツァ工場の元従業員らによって、VI-TRAINS (ヴィ・トレインズ) という鉄道模型メーカーが立ち上げられた。主にヨーロッパ向けにHOゲージを、イギリス向けにOOゲージを製造している。
2006年以降に中国生産品が市場に出回った。ホーンビィ傘下においては、「ホーンビィ・インターナショナル」が設立され、各ブランドは概ね国別に改編された。

## 製品
HOゲージ
イタリアのみならずヨーロッパ諸国やアメリカ、南アフリカ、オーストラリアなどさまざまな国の車両を製品化した。南アフリカのように、実物が狭軌鉄道 (ナローゲージ) であっても模型製品の軌間は16.5mmとされた。
アメリカ向けは、AHMやモデルパワー (Model Power) などを通じて販売された。かつては簡素な造型で廉価な製品を多く提供したものの、1980年代に入ると動力装置が一新され、新規に細密化された製品を多く提供するようになった。
ホーンビィ・インターナショナル傘下においては、リマブランドは主にイタリアの車両の内、入門者向けの簡素で廉価な製品を中心に展開しており、1980年代以降に発売された細密製品はリバロッシブランドに別けられている。かつて他ブランドで発売されていた簡素な製品がリマブランドに移動してきたものもある。
OOゲージ
イギリスおよびアイルランド向けに製造した。1977年まではHOスケール (縮尺1/87)で供給されたが、それ以降はOOスケール (縮尺1/76) となった。
イギリスではミニカーメーカーのRIKOを通じて販売された。かつては簡素な造型で廉価な製品を提供したものの、1990年代に入ると細密製品も提供するようになった。HOゲージ製品のように動力装置が一新されたのはリバロッシに買収された後であった。
ホーンビィ・インターナショナル傘下においては、OOゲージ製品は展開されていない。かつての製品の一部がホーンビィブランドから発売されている。また、Vi-trainsへも一部製品が移っている。
Nゲージ
ヨーロッパのみならず、日本向けのものも存在した。一部の製品に「Mini train」ブランドが使用された。イギリス向けは当初Wrennを通じて「Micro Model」ブランドで販売された。日本向けは朝日通商を通じて販売された。リバロッシに買収されてからはNゲージ製品はアーノルトブランドに集約されている。
Oゲージ
イタリアやヨーロッパ向けに少数が製造された。いずれも玩具然としたつくりで、初期のHO・OOゲージ製品をそのまま拡大したかのようなものが多かった。Oゲージ製品は1980年代以降、発売されていない。

### 車両
当初の製品はモーターや集電パーツ、パンタグラフ、車輪以外は簡素なプラスチック製であるものが多かった。パンケーキモーターと呼ばれる台車一体型のモーターがHOゲージ、Nゲージで使用されていたが、1980年代に入ると車体中央にモーターを置いて自在継ぎ手などで台車を駆動する方式に変更されるものが登場した。同時に車体の造型は細密化されるようになった。OOゲージの駆動方法はリバロッシに買収された後もパンケーキモーターが採用されていた。
客車などではかつてショーティーが主流であったものの、1980年代以降、廉価製品の売り上げが落ちたためフルスケール製品の割合が大きくなった。1990年代以降はクリアーボディに車体色を印刷し、窓のハメ込み構造による隙間を解消した製品を提供した。

### 線路
道床なし・組み立て式線路を採用していた。ホーンビィ・インターナショナル傘下においてはOOゲージのホーンビィ製品が使用されており、かつてのリマ製品は展開されていない。

### 電源装置
かつて簡素な製品を製造していた頃は、乾電池や外部電源を用いたものが展開されていた。外部電源を使用するものは主に交流220V入力・直流12V出力であった。ホーンビィ・インターナショナル傘下においてはホーンビィ製品が使用されており、かつてのリマ製品は展開されていない。

### ストラクチャー・アクセサリー
駅の建物や、プラットホーム、貨物駅、踏切、架線柱、鉄橋などが展開されていた。

### 印刷物
カタログやレイアウトプラン集が発行されていた。当初のカタログはNゲージ、HOゲージ、Oゲージが一つにまとまって掲載されていたが、1990年代以降はHOゲージが中心となった。イギリスやオーストラリアでは独自のカタログが展開されていた。